# Zomix
ZOMIX (Zusatztitel: „Deutsches Komiks-Heft“ oder auch „Deutsch Comix - Viel Gutt!“) war ein Comicmagazin aus Deutschland, das von 1979 bis 1983 in wechselnden Verlagen mit 11 Ausgaben erschien.
ZOMIX hatte zwar farbige Cover, der Rest der Hefte im A4-Format war hingegen schwarz-weiß gedruckt. Die ersten Ausgaben kosteten 3 Mark, die späteren Hefte 6 Mark.
In ZOMIX waren ausschließlich Comics von deutschen Autoren enthalten. So versammelten die Hefte bekannte Zeichner und Texter dieser Zeit, namentlich Rolf Boyke, Hansi Kiefersauer, Gabriel Nemeth, Peter Petri, Thomas M. Bunk, Fuchsi, Bernd Pfarr, Brösel, Heribert Schulmeyer, Hendrik Dorgathen, Ingo Stein, Ewald Lang, Volker Reiche und Ralf König.
Neben den viermal im Jahr erscheinenden Heften veröffentlichte der Verlag ZOMIX 7 als Sonderband im DinA5-Format unter dem Titel "Bernd Boogie & andere Delikatessen".
Ebenso wie die Magazine Comix + Cartoon Reihe, Rad ab! und Ramba Zamba ermöglichten die Herausgeber Rolf Boyke und Hansi Kiefersauer diversen Künstlern in Deutschland, auf diesem Weg – fernab von Großverlagen – Ihre Werke zu veröffentlichen.